# Пороина Маре (Мехединци)
Пороина Маре (рум. Poroina Mare) насеље је у Румунији у округу Мехединци у општини Пороина Маре. Oпштина се налази на надморској висини од 245 m.

## Становништво
Према подацима из 2002. године у насељу је живело 1422 становника, од којих су сви румунске националности.

### Хронологија
| Година       | 1992 | 1993 | 1994 | 1995 | 1996 | 1997 | 1998 | 1999 | 2000 | 2001 | 2002 | 2003 | 2004 | 2005 | 2006 | 2007 | 2008 | 2009 | 2010 | 2011 | 2012 | 2013 | 2014 | 2015 | 2016 | 2017 |
| ------------ | ---- | ---- | ---- | ---- | ---- | ---- | ---- | ---- | ---- | ---- | ---- | ---- | ---- | ---- | ---- | ---- | ---- | ---- | ---- | ---- | ---- | ---- | ---- | ---- | ---- | ---- |
| Становништво | 1771 | 1708 | 1665 | 1614 | 1554 | 1495 | 1442 | 1412 | 1391 | 1370 | 1336 | 1298 | 1288 | 1248 | 1229 | 1201 | 1200 | 1154 | 1121 | 1082 | 1070 | 1044 | 1012 | 974  | 980  | 953  |